# Walters duiker
Walters duiker (Philantomba walteri) is een zoogdier uit de onderfamilie der duikers. Tot 2010 werd de soort beschouwd als een variant van Maxwells duiker (Philantomba maxwellii), maar DNA-onderzoek en morfologisch onderzoek van de schedels en tanden wezen uit dat het twee verschillende soorten zijn. P. walteri komt voor in Togo, Benin en Nigeria, waar ze bedreigd worden door jacht om hun vlees en horens. Die laatste worden gebruikt in traditionele geneeskunde.
Walters duiker heeft een schofthoogte van 40 centimeter en weegt 4 tot 6 kilogram.
De naam verwijst naar professor Walter Verheyen (1932-2005), die het eerste specimen van de soort verzamelde. Hij is tevens de vader van een van de onderzoekers van het Koninklijk Belgisch Instituut voor Natuurwetenschappen die Walters duiker als nieuwe soort kon onderscheiden.